# Heyuan
Heyuan (chiń. 河源; pinyin Héyuán) – miasto o statusie prefektury miejskiej w południowych Chinach, w prowincji Guangdong. W 2010 roku liczba mieszkańców miasta wynosiła 104 991. Prefektura miejska w 1999 roku liczyła 3 146 282 mieszkańców.